# Bølle Bob
Bølle Bob er navnet på en fiktiv karakter skabt af Gunnar Geertsen.
Figuren blev oprindeligt skabt i forbindelse med udgivelsen af albummet Bølle-Bob og de andre fra 1979. Samme år sendte DR et program på 30 minutter bygget over figuren og i årene herefter opførte Hornum Koret en række koncerter i Danmark med sangene. Der blev udgivet en række plader, herunder pladen Smukke Sally og de andre. I 1993 blev foretaget opsætning af Bølle Bob som musical.
Figuren har endvidere optrådt som tegnefilm og tegneserie, ligesom der er udgivet bøger om Bølle Bob.